# Teatro Talia (Gualdo Tadino)
(Ruggiero Guerrieri, Storia Civile ed Ecclesiastica del Comune di Gualdo Tadino)
Il Teatro Talia si trova a Gualdo Tadino in provincia di Perugia. Inaugurato nel 1808 dopo una lunga chiusura è nuovamente in funzione dal 9 aprile 2016.

## Storia

### '800
La decisione di costruire il teatro Talia risale al 1805 quando venne costituita con questo scopo una società, denominata Società dei Caratanti, e in soli tre anni, il 24 aprile 1808, l'opera venne inaugurata. Era tra i primi teatri moderni dell’Umbria costruito ex-novo e veniva dopo il Teatro Comunale di Gubbio (1727) e il Teatro Morlacchi di Perugia (1780).
Con una spesa complessiva di 2.881 scudi il teatro venne costruito da Carlo Ippoliti, le decorazioni furono realizzate dal pittore perugino Monotti, con l’ausilio di Antonio Bottacci (1789 – 1838), probabilmente figlio del pittore Vincenzo Monotti (Perugia 1734 – 1792) autore di diverse opere presenti all’interno della Cattedrale di Perugia e dell'Università degli Studi di Perugia.
Venne denominato Talia in onore della Musa della commedia e figlia di Zeus e Mnemosine.
L’inaugurazione avvenne nel 1808 con uno spettacolo della Compagnia del capocomico Leopoldo Gatteschi di Gubbio. I primi spettacoli inneggiavano a Napoleone Bonaparte che nel 1808, occupando Roma, aveva portato Gualdo Tadino sotto la giurisdizione francese (maggio 1809).
Il Talia rappresentava in maniera significativa il nuovo potere politico; con la possibilità aperta anche per al popolo di partecipare agli spettacoli, e non solo i ricchi notabili dell’epoca, si puntava ad allargare il consenso per il nuovo regime.
Il periodo fu di breve durata, con la caduta del governo napoleonico nel 1814 Gualdo ritornò sotto l’amministrazione pontificia e la “santimonia” clericale diede un forte freno a tutte le attività ludiche e quindi anche gli spettacoli teatrali.
Il Talia aveva 300 posti a sedere divisi in tre ordini di palchi che, fino al 1819, venivano sorteggiati annualmente. In seguito si passò al tradizionale acquisto con costi diversificati per le varie posizioni. Il possesso di un palchetto al Talia distingueva le famiglie dell’aristocrazia cittadina.
Grazie ad un acquerello (datato interno al 1822), conservato presso l’Archivio del Comune di Gualdo Tadino, è stato possibile individuare i nominativi delle famiglie ed anche il costo sostenuto (in scudi) per il relativo numero di palco.
|                               | SCUDI | ORDINE         |
| ----------------------------- | ----- | -------------- |
| Loreti (Giuseppe)             | 71    | Primo ordine   |
| Mattioli Francesco            | 72    | Primo ordine   |
| Vecchierelli                  | 73    | Primo ordine   |
| Santarelli Bartolomeo         | 74    | Primo ordine   |
| Angeletti Deodato             | 75    | Primo ordine   |
| Zuccari (Durante Girolamo)    | 75    | Primo ordine   |
| Santarelli (Girolamo)         | 74    | Primo ordine   |
| Pericoli Livio (o Liborio)    | 73    | Primo ordine   |
| Lucantoni (Giuseppe)          | 72    | Primo ordine   |
| Pericoli (Angelo)             | 71    | Primo ordine   |
| Calai (Francesco)             | 91    | Secondo ordine |
| Sinibaldi (Alessio)           | 89    | Secondo ordine |
| Cajani (Lorenzo)              | 90    | Secondo ordine |
| Feliziani                     | 93    | Secondo ordine |
| Mattioli Giuseppe             | 94    | Secondo ordine |
| Coppari Orazio                | 95    | Secondo ordine |
| Magistrato                    |       | Secondo ordine |
| Salvatori (Francesco)         | 95    | Secondo ordine |
| Sensi (Pietro)                | 94    | Secondo ordine |
| Cirielli (Angelo)             | 93    | Secondo ordine |
| Fabbri                        | 90    | Secondo ordine |
| Comune                        | 89    | Secondo ordine |
| Coppari (Antonio)             | 91    | Secondo ordine |
| Accademia                     |       | Secondo ordine |
| Travaglia (Giovanni Battista) | 41    | Terzo ordine   |
| Premoli                       | 42    | Terzo ordine   |
| Ovidi                         | 44    | Terzo ordine   |
| Pignani (Luigi)               | 46    | Terzo ordine   |
| Valenti                       | 48    | Terzo ordine   |
| Paoletti (Filippo)            | 50    | Terzo ordine   |
| Calai (Francesco)             | 48    | Terzo ordine   |
| Giorenghi (Emiliano)          | 46    | Terzo ordine   |
| Angeletti Lorenzo             | 44    | Terzo ordine   |
| Felizianetti (Benedetto)      | 42    | Terzo ordine   |
| Coletti (Girolamo)            | 41    | Terzo ordine   |
| Accademia                     |       | Terzo ordine   |

Chi assisteva agli spettacoli dalla platea lo faceva in piedi oppure seduto sulle sedie che dovevano essere portate in maniera autonoma.
Nel 1862, subito dopo l’Unità d’Italia, si tennero i primi lavori di restauro e per questi la “Società dei Caratanti” si affidò al pittore marchigiano Giulio Marvardi.
L’attività del teatro riprese in maniera vigorosa e non si limitava alle produzioni di compagnie locali. Nel 1894 si esibì la Compagnia “Aliprandi – Pieri”, la coppia formata da Emilia Aliprandi (1855 – 1903) e dal marito Vittorio Pieri era per l’epoca una delle più importanti compagnie di prosa nazionali.
Un altro intervento significativo vide la realizzazione del sipario, ancora esistente, da parte del pittore gualdese Giuseppe Discepoli (Gualdo Tadino 1853-1919) con la rappresentazione dell’assedio del Castello di Fossato di Vico da parte di Francesco Sforza, che viene respinto (1442), il tutto a celebrare la storica alleanza di Gualdo con l’imperatore svevo Federico II.

### '900
Sull’onda dell’avvio dell’attività cinematografica negli anni tra il 1930 e il 1935 il Talia divenne un cinema-teatro; nel 1948 la famiglia Pagliari, proprietaria del teatro, fece demolire i palchetti per privilegiarne l’utilizzo come cinema portando la capienza totale a circa 440 posti. 
L'8 febbraio 1951 in occasione del cinquantenario della morte di Giuseppe Verdi vennero rappresentate quattro opere liriche: il Rigoletto, Lucia di Lammermour, il Barbiere di Siviglia e la Traviata interpretata dal soprano Lina Pagliughi. 
L’utilizzo come cinema proseguì fino al 1983 quando il Teatro Talia venne definitivamente chiuso. Nel 2002 l’immobile viene acquistato dall'amministrazione comunale e dopo lunghi lavori inaugurato nuovamente il 9 aprile 2016. Dal 2018/19 ospita alcuni appuntamenti della stagione del Teatro Stabile dell'Umbria.
Il 13 novembre 2019 il palchetto centrale è stato intitolato alla memoria del Dottor Carlo Biscontini protagonista per oltre 50 anni dell'attività teatrale ed anima della Filodrammatica Dialettale Gualdese.